# Campamento (Antioquia)

Bandeira de Campamento.

Campamentô é um município da Colômbia, localizado na sub-região norte do departamento de Antioquia. Limitado a norte pelos municípios de Yarumal e Anorí, a leste por Anorí, ao sul com o município de Angostura, e no oeste pelo Yarumal.
Acampamento é conhecida como o berço da Independência de Antioquia. O nome provavelmente vem do acampamento do fato de que a área foi usada como um acampamento para as arriêros que viajam entre o norte e nordeste de Antioquia.
A economia do município gira em torno das atividades do setor primário, sendo que a maior parte da população (mais de 80%) vive em zonas rurais.

## Historia
Em tempos pré-hispânicos, a área foi habitada pelos povos indígenas das tribos Nechi e Ituango. A meados do século XVII, o departamento do Norte começou a ser povoada com sua riqueza de ouro. Embora o resort não estava lotado-se até 1827, ano em que os primeiros colonos chegaram de Yarumal resolvido.
O território do campamento foi elevado à condição de freguesia do concelho de Yarumal, em 1830. Cinco anos depois, a cidade foi erguido como um município pelo então governador de Antioquia, Don Juan de Dios Aranzazu e segregando a aldeia no município de Yarumal. Esta cidade tem um dos melhores de cana de açúcar está em Antioquia e, portanto, sua panela é requintado em cada aldeia há um "moinho que aterrar a cada oito dias. Calçadas conhecido como Plano de De La Rosa, a colmeia, gouache, Norizal etc ..

## Demografía
A população total: 9.439 pessoas. 2009
População Urbana: 2692
População Rural: 6747

## Etnografía
De acordo com dados do DANE no censo de 2005, a composição Etnográfico do município é de:
Mestiços e Brancos: 97,1%
Afro: 2,9%

## Geografía
Campamento  está localizado ao sul do norte de Antioquia. Sua temperatura média é de 20 graus Celsius, a sua altura média é de 1.700 msnm, que está localizado na  Cordilheira central dos Andes.

## Economía
A economia da cidade de Campamento gira em torno das atividades do "sector primário '', e deve-se notar que a maioria da população do distrito vive em suas áreas rurais (mais de 80%). A atividade mais importante na cidade é a produção e transformação do [[cana]] em [[panela]]; Acampamento tornou-se a cidade Antioquia com a maior área de cultivo da cana, e também foi o segundo na produção panela. Outra importante atividade agrícola está a crescer café.